# 臭蟲棋
臭蟲棋（俄语：Клоподавка），是流傳俄羅斯屬於紙筆遊戲的兩人棋類，類似病毒棋，各地規則略有不同。双方玩家各执一方棋子（“臭虫”）。

## 棋具
- 棋盤為N*N、或M*N棋格。

## 規則
- 術語解釋：
  - 棋塊：指互相以邊或角相連的符號群，至少一枚。
  - 活符號：指沒有塗改的符號，有O、X兩種。
  - 死符號：指已被塗改過的符號，被塗改後就不可改變，有●、※兩種。
  - 基地：在左下、右上角處，類似圍棋的星位，每方各一個。

- O與※代表一方的活符號與死符號；X與●代表另一方的活符號與死符號。

- 每方回合必須正好執行十一著，除每方第一著需填在己方基地的八方鄰格，其餘必須選擇以下行動：
  - 增生：將一個自己活符號填在己方棋塊的八方鄰格，該棋塊需能相連至己方基地。也無法填在基地。
  - 感染：塗改一枚在己方棋塊鄰格的敵方活符號，O被畫成●；X被畫成※。

- 若無法正好執行十一著，該玩家輸掉遊戲[1]。

## 外部連結
- 遊戲介紹[永久]
- 遊戲下載